# Luhyňa
Luhyňa (v minulosti Legíny, maďarsky Legenye)
je obec na Slovensku. Nachází se v Košickém kraji, v okrese Trebišov. Obec má rozlohu 6,84² a leží v nadmořské výšce 167 m. V roce 2011 zde žilo 326 obyvatel. První písemná zmínka o obci pochází z roku 1263.